# Franz Schrader
Franz Schrader   (Bordeus, 11 de gener de 1844 - 7è districte de París, 18 d'octubre de 1924), Jean Daniel François Schrader, va ser un muntanyenc, geògraf, cartògraf i pintor de paisatge francès, nascut a Bordeus. Va fer una important contribució a la cartografia dels Pirineus i va ser molt considerat entre els pirineistes.

## Biografia
Era fill del prussià Ferdinand Schrader de Magdeburg, que va emigrar a Bordeus, i de Marie-Louise Ducos, de família de Nérac, i cosina dels geògrafs Élisée i Onésime Reclus. Va demostrar talent per dibuixar des de ben petit. Però el seu estricte pare, que li va negar l’oportunitat d’estudis superiors, el va col·locar com a impulsor de plomes en un recaptador d’impostos. Franz va trobar llavors una altra feina en una casa comercial dirigida per un dels amics del seu pare, una situació en la qual podia dedicar més temps a ampliar els seus coneixements literaris i científics.
El 1866, mentre es quedava a Pau amb la seva amiga Léonce Lourde-Rocheblave, va tenir una mena de revelació a l'espectacle grandiós de la barrière montagneuse dels Pirineus. La seva vocació es va reforçar en llegir històries de Ramond de Carbonnières (1755-1827) (Les Voyages au Mont-Perdu - Viatges al Monte Perdido) i de Henry Russell (1834-1909) (Les Grandes Ascensions des Pyrénées, guide d'une mer à l'autre: grans ascensions als Pirineus, guia d'un mar a l'altre). Mentre dedicava la major part del seu oci a llargues excursions a la muntanya, durant les quals va reunir milers d’observacions per als seus registres topogràfics, encara va trobar temps per pintar nombroses panoràmiques dels Pirineus i dels Alps que també va estudiar, i adquirir una formació sòlida en topografia.

Tot i que Schrader recorria els Pirineus amb la seva amiga Lourde-Rocheblave, també va adquirir una sòlida formació en cartografia amb l'objectiu d'aplicar-la a un mapa a gran escala del Pirineu proper. Per facilitar el treball topogràfic en terrenys escarpats, va desenvolupar l’orògraf el 1873. La seva primera gran obra cartogràfica, el 1874, va ser el mapa del massís de Gavarnie-Mont-Perdu a una escala de 1:40 000, per al qual va recollir mesures amb la participació de Lourde-Rocheblave del proper Pau. Aquell mapa va provocar una sensació tal que va ser inclòs als Mémoires anuals de la Société des Sciences Physiques et Naturelles de Bordeus amb un text explicatiu l’any següent. El directori del Club Alpin Français (CAF) va seguir amb la publicació d'una entusiasta revisió, que descrivia Schrader com a qualificat per a "topògraf de primer nivell en un gloriós cop mestre". El 1876 va participar en la creació de la secció de Bordeus del CAF, convertint-se en el seu primer president.
El 1877 viatjà a París amb la recomanació dels seus cosins Élisée i Onésime Reclus. Allà, després d’haver conegut Émile Templier, nebot i col·laborador de Louis Hachette, i Adolphe Joanne, president de la secció parisenca del CAF, va ser ocupat com a geògraf per Librairie Hachette i va poder exercir la seva passió en l’àmbit del seu professió. També va impartir classes de geografia a l'Escola d'Antropologia i es va convertir en editor del directori del CAF. L'11 d'agost de 1878, acompanyat del guia d'alta muntanya Henri Passet, va dur a terme la primera ascensió coneguda del Grand Batchimale (3.176 m), rebatejada com a pic Schrader. El 1880 va ser ascendit a director de cartografia de Hachette i tenia com a objectiu superar en qualitat l'Atles Stieler, de l'alemany Adolf Stieler. El 25 de novembre de 1897, com a vicepresident de la CAF va convocar una conferència al club que constituïa el seu autèntic credo estètic de la muntanya i en la qual va anunciar la imminent fundació d’una escola francesa de pintura de muntanya. El títol del text de la conferència era: À quoi tient la beauté des montagnes (Què fa la bellesa de les muntanyes); aquest discurs es considera el butlletí de naixement de la Société des peintres de montagne (París) i el seu text es reprodueix el 1898 al directori del CAF. De 1901 a 1904, va presidir el CAF. També va contribuir activament als Guides Joanne de la Librairie Hachette, que el 1919 es van convertir en els Guides bleus. La comissió científica creada per Franz Schrader al Club Alpin Français encara existeix avui, així com la Société des Peintres de Montagne. Va morir a París el 1924. El 1927 les seves despulles van ser traslladades a una tomba en un vessant del circ de Gavarnie.

## Orògraf Schrader
Model d’orògraf construït el 1885 segons les directives de Schrader L'orògraf, anomenat de la paraula grega antiga per a "muntanya" i -graph, es va desenvolupar a principis de la dècada de 1870. Va ser dissenyat per prendre mesures precises de les muntanyes. Una de les seves característiques és la seva facilitat de transport: és prou petita per transportar-se mentre s'enfonsa a la muntanya.
Està equipat amb una mena de telescopi que l'operador mou al llarg del relleu, lligat a una regla que porta un bolígraf. El bolígraf dibuixa sobre un disc de paper que registra les línies cap a les quals va dirigit el telescopi. Es crea així un gràfic instantani d’aquest relleu.